# David di Donatello 2007
La 52a edició dels premis David di Donatello, concedits per l'Acadèmia del Cinema Italià va tenir lloc el 14 de juny de 2007 al GranTeatro Roma. La gala fou presentada per Tullio Solenghi i transmesa per Rai Due. Les candidatures es van fer públiques el 8 de maig.

## Guanyadors

### Millor pel·lícula
- La sconosciuta, dirigida per Giuseppe Tornatore
- Anche libero va bene, dirigida per Kim Rossi Stuart
- Nuovomondo, dirigida per Emanuele Crialese
- Mio fratello è figlio unico, dirigida per Daniele Luchetti
- Centochiodi, dirigida per Ermanno Olmi

### Millor director
- Giuseppe Tornatore - La sconosciuta
- Ermanno Olmi - Centochiodi
- Marco Bellocchio - Il regista di matrimoni
- Emanuele Crialese - Nuovomondo
- Daniele Luchetti - Mio fratello è figlio unico

### Millor director novell
- Kim Rossi Stuart - Anche libero va bene
- Alessandro Angelini - L'aria salata
- Francesco Amato - Ma che ci faccio qui
- Giambattista Avellino, Ficarra e Picone - Il 7 e l'8
- Davide Marengo - Notturno bus

### Millor argument
- Daniele Luchetti, Sandro Petraglia, Stefano Rulli - Mio fratello è figlio unico
- Linda Ferri, Francesco Giammusso, Kim Rossi Stuart, Federico Starnone - Anche libero va bene
- Emanuele Crialese - Nuovomondo
- Giuseppe Tornatore - La sconosciuta
- Ermanno Olmi - Centochiodi

### Millor productor
- Donatella Botti per BIANCAFILM i Rai Cinema - L'aria salata
- Fabrizio Mosca per Titti Film en col·laboració amb Rai Cinema, en coproducció amb Memento Films i Respiro - Nuovomondo
- Medusa Film - La sconosciuta
- Cattleya - Mio fratello è figlio unico
- Luigi Musini, Roberto Cicutto per Cinemaundici - Centochiodi

### Millor actriu
- Ksenia Rappoport - La sconosciuta
- Giovanna Mezzogiorno - Lezioni di volo
- Donatella Finocchiaro - Il regista di matrimoni
- Margherita Buy - Saturno contro
- Laura Morante - Liscio

### Millor actor
- Elio Germano - Mio fratello è figlio unico
- Giacomo Rizzo - L'amico di famiglia
- Vincenzo Amato - Nuovomondo
- Michele Placido - La sconosciuta
- Kim Rossi Stuart - Anche libero va bene

### Millor actriu no protagonista
- Ambra Angiolini - Saturno contro (ex aequo)
- Angela Finocchiaro - Mio fratello è figlio unico (ex aequo)
- Michela Cescon - L'aria salata
- Francesca Neri - La cena per farli conoscere
- Sabrina Impacciatore - N (Io e Napoleone)

### Millor actor no protagonista
- Giorgio Colangeli - L'aria salata
- Valerio Mastandrea - N (Io e Napoleone)
- Ninetto Davoli - Uno su due
- Ennio Fantastichini - Saturno contro
- Riccardo Scamarcio - Mio fratello è figlio unico

### Millor músic
- Ennio Morricone - La sconosciuta
- Teho Teardo - L'amico di famiglia
- Neffa - Saturno contro
- Franco Piersanti - Mio fratello è figlio unico
- Fabio Vacchi - Centochiodi

### Millor cançó original
- La paranza i Mi persi, de Daniele Silvestri - Notturno bus
- Fascisti su Marte, de Corrado Guzzanti - Fascisti su Marte
- Eppur sentire (un senso di te), de Paolo Buonvino, Elisa Toffoli - Manuale d'amore 2
- Passione, de Neffa - Saturno contro
- Centochiodi, de Paolo Fresu - Centochiodi

### Millor fotografia
- Fabio Zamarion - La sconosciuta
- Alessandro Pesci - N (Io e Napoleone)
- Luca Bigazzi - L'amico di famiglia
- Agnès Godard - Nuovomondo
- Fabio Olmi - Centochiodi

### Millor escenografia
- Carlos Conti - Nuovomondo
- Francesco Frigeri - N (Io e Napoleone)
- Tonino Zera - La sconosciuta
- Giuseppe Pirrotta - Centochiodi
- Andrea Crisanti - La masseria delle allodole

### Millor vestuari
- Mariano Tufano - Nuovomondo
- Maurizio Millenotti - N (Io e Napoleone)
- Nicoletta Ercole - La sconosciuta
- Mariarita Barbera - Mio fratello è figlio unico
- Lina Nerli Taviani - La masseria delle allodole

### Millor muntatge
- Mirco Garrone - Mio fratello è figlio unico
- Francesca Calvelli - Il regista di matrimoni
- Maryline Monthieux - Nuovomondo
- Massimo Quaglia - La sconosciuta
- Patrizio Marone - Saturno contro

### Millor enginyer de so directe
- Bruno Pupparo - Mio fratello è figlio unico
- Mario Iaquone - Anche libero va bene
- Pierre Yves Labouè - Nuovomondo
- Gilberto Martinelli - La sconosciuta
- Marco Grillo - Saturno contro

### Millors efectes especials visuals
- L'ètude et la supervision des trucages - Nuovomondo
- Stefano Coccia, Massimo Contini, Frame by frame, Rebel think, Sirenae Film Post, Spark digital entertainment, Martina Venettoni, VISION - Fascisti su Marte
- Proxima - N (Io e Napoleone)
- LUMIQ STUDIOS - Il mercante di pietre
- FX Italia Digital Group - La masseria delle allodole

### Millor documental
- Il mio paese, dirigida per Daniele Vicari
- 100 anni della nostra storia, dirigida per Gianfranco Pannone e Marco Simon Puccioni
- Bellissime (seconda parte), dirigida per Giovanna Gagliardo
- Souvenir Srebrenica, dirigida per Luca Rosini
- L'udienza è aperta, dirigida per Vincenzo Marra

### Millor curtmetratge
- Meridionali senza filtro, dirigida per Michele Bia
- Armando, dirigida per Massimiliano Camaiti
- La cena di Emmaus, dirigida per Josè Corvaglia
- Solo cinque minuti, dirigida per Filippo Soldi
- Travaglio, dirigida per Lele Biscussi

### Millor pel·lícula de la Unió Europea
- La vida dels altres (Das Leben der Anderen), dirigida per Florian Henckel von Donnersmarck
- Diari d'un escàndol (Notes on a Scandal), dirigida per Richard Eyre
- Mon meilleur ami, dirigida per Patrice Leconte
- La reina (The Queen), dirigida per Stephen Frears
- Volver, dirigida per Pedro Almodóvar

### Millor pel·lícula estrangera
- Babel (Babel), dirigida per Alejandro González Iñárritu
- Cartes des d'Iwo Jima (Letters from Iwo Jima), dirigida per Clint Eastwood
- Petita Miss Sunshine (Little Miss Sunshine), dirigida per Jonathan Dayton i Valerie Faris
- La recerca de la felicitat (The Pursuit of Happyness), dirigida per Gabriele Muccino
- Infiltrats (The Departed), dirigida per Martin Scorsese

### Premi Film Commission Torí Piemont
- Centochiodi, dirigida per Ermanno Olmi
- Il regista di matrimoni, dirigida per Marco Bellocchio
- Anche libero va bene, dirigida per Kim Rossi Stuart
- La stella che non c'è, dirigida per Gianni Amelio
- Nuovomondo, dirigida per Emanuele Crialese

### Premi David Jove
- Rosso come il cielo, dirigida per Cristiano Bortone
- Nuovomondo, dirigida per Emanuele Crialese
- Saturno contro, dirigida per Ferzan Özpetek
- Notte prima degli esami - Oggi, dirigida per Fausto Brizzi

### David especial
- Armando Trovajoli, músic
- Giuliano Montaldo, director i actor
- Carlo Lizzani, director